# Huawei P20
Huawei P20 и Huawei P20 Pro са смартфони с Android от висок клас, произведени от Huawei. Те са обявени на 27 март 2018 г. като наследници на серията Huawei P10. Характеристиките му включват двойна камера Leica за P20 и тройна камера за P20 Pro.

## Спецификации
Мобилният телефон на Huawei P20 има екран с резолюция от 1080 х 2240 пиксела и работи с операционна система Android v8.1 (Oreo) с екран с размери 14,73 cm. Устройството се захранва от ядро Octa (2,36 GHz, Quad Core, Cortex A73 + 1.8 GHz, процесор Quad core, Cortex A53), свързан с 4 GB RAM. Батерията е с капацитет 3400 mAh. Задната камера има сензорен CMOS сензор с 12 мегапиксела, поддържащ разделителна способност от 4000 х 3000 пиксела и предната камера има 24-милиметров CMOS сензор, а другият сензор включва сензор за светлина, датчик за близост, акселерометър, компас, жироскоп и датчик за пръстови отпечатъци. За графично представяне този телефон разполага с GPU Mali-G72 MP12. Стандартното хранилище е 128 GB. P20 е 7,65 mm тънък и тежи 165 g.